# Adenocalymma subincanum
Adenocalymma subincanum là một loài thực vật có hoa trong họ Chùm ớt. Loài này được Huber mô tả khoa học đầu tiên năm 1914.